# 羅斯·麥唐諾
羅斯·麥唐諾（英語：Ross Macdonald），本名為肯尼思·米勒（英語：Kenneth Millar，1915年12月13日—1983年7月11日）是一位美國作家，主要的作品以冷硬派的犯罪小說為主。羅斯·麥唐諾創造了陸·亞傑（Lew Archer）這位知名的偵探，並曾經獲得金匕首獎、銀匕首獎與推理大師獎。

## 作品
- 1949年：《動向飛靶》
- 1976年：《藍槌子》

## 外部連結
- Marling, William. Hard-Boiled Fiction （页面存档备份，存于）. Case Western Reserve University
- 羅斯·麥唐諾在豆瓣上的资料（简体中文）